# Їржі Фішер
Їржі Фішер (чеськ. Jiří Fischer, нар. 31 липня 1980, Горжовіце) — колишній чеський хокеїст, що грав на позиції захисника. Грав за збірну команду Чехії.
Володар Кубка Стенлі. 

## Ігрова кар'єра
Хокейну кар'єру розпочав 1997 року.
1998 року був обраний на драфті НХЛ під 25-м загальним номером командою «Детройт Ред-Вінгс». 
Протягом професійної клубної ігрової кар'єри, що тривала 7 років, захищав кольори команд «Детройт Ред-Вінгс» та «Білі Тигржи».
Загалом провів 343 матчі в НХЛ, включаючи 38 ігор плей-оф Кубка Стенлі.
Виступав за збірну Чехії, в складі якої став чемпіоном світу 2005 року.

## Завершення кар'єри
Під час матчу 21 листопада 2005 року, проти Нашвілл Предаторс, Фішер знепритомнів та впав на лаву запасних через зупинку серця. Після того, як у несвідомому стані він провів шість хвилин, його було реанімовано за допомогою СЛР та доставлено до лікарні Детройту. Хокейний матч був відкладений та проведений 23 січня 2006 року.
З лікарні Їржі вийшов 23 листопада 2005, але його кар'єра хокеїста на цьому інциденті завершилась незважаючи на чинний контракт з «червоними крилами» до сезону 2007/08.
Фішер залишився у команді, як один із тренерів молодих гравців.
Узимку 2014 виходив у складі «Детройту» під час Зимової класики НХЛ.

## Нагороди та досягнення
- Володар Кубка Стенлі в складі «Детройт Ред-Вінгс» — 2002.

## Статистика
| Сезон        | Клуб                    | Ліга         | Регулярний сезон | Регулярний сезон | Регулярний сезон | Регулярний сезон | Регулярний сезон | Плей-оф | Плей-оф | Плей-оф | Плей-оф | Плей-оф |
| Сезон        | Клуб                    | Ліга         | І                | Г                | П                | О                | ШХ               | І       | Г       | П       | О       | ШХ      |
| ------------ | ----------------------- | ------------ | ---------------- | ---------------- | ---------------- | ---------------- | ---------------- | ------- | ------- | ------- | ------- | ------- |
| 1997–98      | «Галл Олімпікс»         | ГЮХЛК        | 70               | 3                | 19               | 22               | 112              | 11      | 1       | 4       | 5       | 16      |
| 1998–99      | «Галл Олімпікс»         | ГЮХЛК        | 65               | 22               | 56               | 78               | 141              | 23      | 6       | 17      | 23      | 44      |
| 1999–00      | «Детройт Ред-Вінгс»     | НХЛ          | 52               | 0                | 8                | 8                | 45               | —       | —       | —       | —       | —       |
| 1999–00      | «Цинциннаті Майті Дакс» | АХЛ          | 7                | 0                | 2                | 2                | 10               | —       | —       | —       | —       | —       |
| 2000–01      | «Детройт Ред-Вінгс»     | НХЛ          | 55               | 1                | 8                | 9                | 59               | 5       | 0       | 0       | 0       | 9       |
| 2000–01      | «Цинциннаті Майті Дакс» | АХЛ          | 18               | 2                | 6                | 8                | 22               | —       | —       | —       | —       | —       |
| 2001–02      | «Детройт Ред-Вінгс»     | НХЛ          | 80               | 2                | 8                | 10               | 67               | 22      | 3       | 3       | 6       | 30      |
| 2002–03      | «Детройт Ред-Вінгс»     | НХЛ          | 15               | 1                | 5                | 6                | 16               | —       | —       | —       | —       | —       |
| 2003–04      | «Детройт Ред-Вінгс»     | НХЛ          | 81               | 4                | 15               | 19               | 75               | 11      | 1       | 0       | 1       | 16      |
| 2004–05      | «Білі Тигржи»           | ЧЕ           | 27               | 6                | 12               | 18               | 52               | 11      | 1       | 4       | 5       | 22      |
| 2005–06      | «Детройт Ред-Вінгс»     | НХЛ          | 22               | 3                | 5                | 8                | 33               | —       | —       | —       | —       | —       |
| Усього в НХЛ | Усього в НХЛ            | Усього в НХЛ | 305              | 11               | 49               | 60               | 295              | 38      | 4       | 3       | 7       | 55      |